# Пальмарола
Пальмарола (итал. Palmarola) — остров в Тирренском море недалеко от западного побережья Апеннинсккого полуострова. Административно остров Пальмарола являются коммуной Понца в составе провинции Латина региона Лацио.

## География

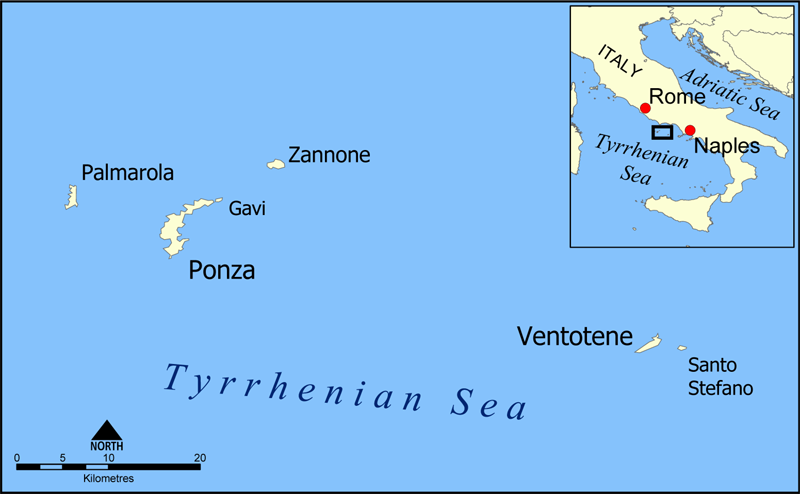
Остров Пальмарола

Остров входит в состав Понцианских островов. Расположен примерно в 10 км к западу от острова Понца.
Возникновение острова связано с вулканической активностью.
Этот остров является в первую очередь природным заповедником.

## История
Острова были покинуты в Средние века из-за рейдов сарацин и пиратов, хотя Понца, например, упоминается в «Декамероне» Бокаччо (шестая история второго дня). В XVIII веке Неаполитанское королевство вновь колонизировало острова.